# Dresserus
Dresserus là một chi nhện trong họ Eresidae.